# Arcibiskup pražský
Arcibiskup pražský stojí jako diecézní biskup v čele pražské arcidiecéze a jako metropolita v čele české církevní provincie. Jako držitel nejstaršího biskupství v českých zemích nosí čestný titul primas český. Úřad pražského arcibiskupa bývá přezdíván jako stolec svatého Vojtěcha, neboť sv. Vojtěch je hlavním patronem pražské arcidiecéze (od roku 1965).
Současným pražským arcibiskupem je Jan Graubner.
Oficiální rezidencí pražského arcibiskupa je od roku 1561 Arcibiskupský palác v Praze na Hradčanském náměstí. Sídelním kostelem pražského arcibiskupa je katedrála svatého Víta, Václava a Vojtěcha na Pražském hradě. V minulosti býval pražský arcibiskup kancléřem pražské univerzity; v současnosti plní úlohu velkého kancléře Katolické teologické fakulty.

## Historie
Zřízení pražské diecéze bylo uznáno už roku 973. Prvním pražským biskupem se stal roku 975 saský kněz Dětmar. Do českých dějin se značně zapsal episkopát jeho nástupce biskupa Vojtěcha. Český kníže dlouho považoval pražského biskupa za svého kaplana, kterého fakticky jmenoval. Pražští biskupové zpočátku sídlili přímo na Pražském hradě, v paláci, jehož místo dnes zaujímá Staré proboštství. Později přesídlili do Biskupského dvora na Malé Straně v blízkosti Juditina mostu. 
Prvním pražským arcibiskupem se stal až roku 1344 Arnošt z Pardubic, čímž byl vyčleněn z pravomoci mohučského arcibiskupa a byli mu podřízeni biskupové v Olomouci a Litomyšli. Prvním pražským arcibiskupem, který dosáhl kardinálské hodnosti byl jeho nástupce Jan Očko z Vlašimi. V roce 1421 se pražský arcibiskup Konrád z Vechty stal utrakvistou. Arcibiskupský stolec byl pak katolíky pokládán za neobsazený a arcidiecéze byla spravována prostřednictvím administrátorů. Sedisvakance skončila teprve roku 1561, kdy se novým arcibiskupem stal Antonín Brus z Mohelnice. Jelikož byl Biskupský dvůr v období husitských válek vypálen a zcela zpustošen, daroval císař Ferdinand I. novému arcibiskupovi rezidencí na Hradčanském náměstí, která slouží pražským arcibiskupům dodnes. Majestátem císaře Rudolfa II. z roku 1603 byli pražští arcibiskupové povýšeni do knížecího stavu. V Obnoveném zřízení zemském z roku 1627 je arcibiskup pražský jmenován jako Primas Regni. V letech 1561–1694 býval pražský arcibiskup zároveň velmistrem Řádu křižovníků s červenou hvězdou, čímž se mu dostávalo potřebného hospodářského zajištění.
V letech 1965–1977 stolec pražského arcibiskupa opět nebyl oficiálně obsazen.